# Inyeug
Inyeug (anche conosciuta come Mystery Island) è una piccola isola del Sud Pacifico, che appartiene politicamente a Vanuatu. Ha una superficie di circa 15,9 ettari ed è situata solo 1 km a sud dell'isola di Anatom. La piccola isola è pressoché disabitata (se si esclude la presenza di alcuni bungalow turistici) e funge in pratica da aeroporto per gli abitanti di Anatom, grazie ad una pista di 610 m che attraversa in lunghezza l'intera isola.
Inyeug è circondata a ovest e a sud da una barriera corallina. È collocata nella Provincia di Tafea ed è, inoltre, la più meridionale delle isole di Vanuatu.